# Careggine
Careggine (IPA: [ka'red͡ʒd͡ʒine]) è un comune italiano di 493 abitanti, il meno popolato della provincia di Lucca, situato sul versante orientale delle Alpi Apuane.

## Geografia fisica
Careggine si trova in Garfagnana, territorio tra le Alpi Apuane e l'Appennino Tosco-Emiliano, e di questo territorio è uno dei comuni siti in posizione più elevata, con la casa comunale a 882 m s.l.m., e un'altitudine che varia da un minimo di 384 a un massimo di 1575. Il centro abitato di Careggine si trova su una montagna scilicoclastica (MOS), avente morfologie di versanti rettilinei, ripidi e aggradati e aree con versanti meno ripidi e complessi; i litotipi presenti sono Flysch arenacei delle Unità Toscane e, subordinariamente, delle Unità Liguri e pseudo-madigno del basamento paleozoico; nei suoli, tipicamente profondi, sabbiosi e acidi, si trova regolite profondo e grossolano, anche su versanti ripidi.
Altre porzioni del territorio comunale si trovano in sistemi di Montagna Calcarea (MOC) e di Dorsale Carbonatica (DOC). Il territorio comunale al confine settentrionale con Roggio e Puglianella, frazioni rispettivamente di Vagli Sopra e Camporgiano, è attraversato dal torrente Edron, a partire dalla sua origine dal lago di Vagli, il quale in Careggine ha un suo ramo. La zona meridionale, al confine con aree montuose dei comuni di Stazzema e Molazzana è invece attraversata dal Tùrrite Secca, che si allarga nel lago artificiale di Isola Santa.

### Clima
Dati:https://www.sir.toscana.it/
| Careggine          | Gen | Feb | Mar | Apr  | Mag  | Giu  | Lug  | Ago  | Set  | Ott  | Nov | Dic |
| ------------------ | --- | --- | --- | ---- | ---- | ---- | ---- | ---- | ---- | ---- | --- | --- |
| T. max. media (°C) | 4,2 | 5,0 | 8,3 | 12,2 | 16,5 | 20,3 | 23,7 | 23,4 | 19,6 | 13,9 | 8,5 | 5,0 |
| T. min. media (°C) | 0,4 | 1,0 | 3,6 | 6,5  | 9,8  | 12,7 | 15,4 | 15,3 | 12,0 | 7,9  | 4,2 | 1,3 |

## Origini del nome

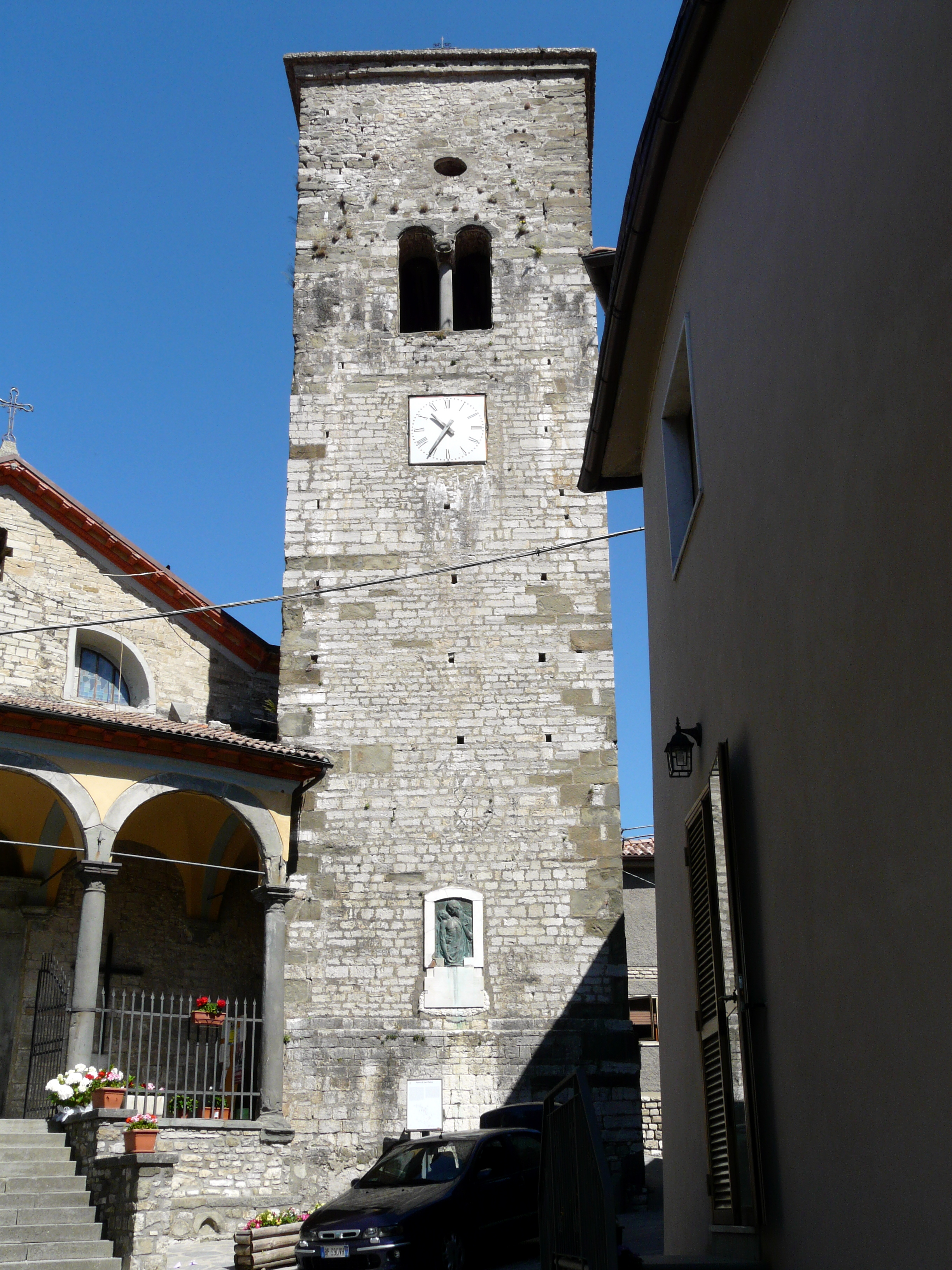
Campanile della Pieve di San Pietro

L'origine del toponimo è incerta: per alcuni è derivante da Caricinum, o Cariginae, e starebbe a significare "casa" o "campo della regina" o, se riferito ad un accampamento militare romano, "campo a capo di altri castra"; un'altra ipotesi vorrebbe il nome derivato da Pagus Caricius, in riferimento ad una pieve edificata secondo la tradizione paleocristiana sui pagi, villaggi rurali, e in questo specifico caso, in un luogo ricco di carices, ovvero "giunchi".
Nei pressi del campo sportivo del centro comunale, sono state ritrovate tracce di insediamenti di cacciatori nomadi risalenti al neolitico. Un primo popolo che si insediò nel territorio furono i Liguri Apuani, che lo difesero contro i romani fino al 180 a.C., quando la regione intera diventò territorio di Roma, i suoi abitanti furono deportati nel Sannio e i toponimi romanizzati.

## Storia

### Dai primi insediamenti all'Alto Medioevo
Le prime notizie sul paese risalgono all'inizio dell'VIII secolo, quando intorno al 720 fu costruita da un nobile lucchese, tale Pertualdo, padre di Peredeo futuro vescovo di Lucca, la cappella di San Pietro, in stile romanico, che nel XII secolo diventa pieve, una delle più antiche della Garfagnana, e gestisce lo Spedale di Isola Santa, adibito all'assistenza dei viaggiatori tra la Versilia e la Garfagnana, forse fondato insieme alla vicina chiesa di San Jacopo da Matilde di Canossa.
Nel periodo longobardo Careggine appartenne a una nobile famiglia ivi residente, discendente dalla consorteria dei Corvaresi di Corvaia, la cui presenza è documentata da una pergamena del 910. Questi nobili, che in un documento del 988 vengono citati come "Nobiles de Caricino", ricoprirono un ruolo importante in Garfagnana poiché con i signori di Bacciano controllarono la viabilità della Valle del Serchio per secoli, riuscendo ad ottenere agevolazioni e dall'imperatore, e dal pontefice, schierandosi secondo la convenienza.

### La contesa della Garfagnana tra i comuni toscani
Quando Lucca iniziò ad espandere il suo territorio, i nobili di Careggine, alleandosi con gli altri della Garfagnana (detti "Cattanei"), cercarono di contrastare le milizie lucchesi, schierandosi con il papato e Pisa, sua alleata, e aiutandoli in molte azioni di guerra, compreso l'assedio della Rocca Fiamminga in Versilia del 1169 e nel 1227. Giurarono poi fedeltà al Pontefice davanti al nunzio apostolico Cinzio, nella chiesa di Pugnano in Pisa, anche se non servì a fermare i lucchesi, che più tardi grazie all'aiuto di Federico II, riuscirono ugualmente a conquistare l'intera Garfagnana. Si trova una traccia amministrativa di Caretine nello Statuto lucchese del 1308, come parte della Vicaria di Camporgiano, che per un certo periodo fu amministrata dallo stesso vicario della Vicaria di Castiglione.
Seguì un periodo turbolento per Careggine, poiché Arrigo VII, dopo che fu incoronato imperatore, si alleò con Pisa (all'epoca ghibellina), e invase dei territori di Lucca (all'epoca guelfa), conquistando Versilia e Alta Garfagnana; Careggine, insieme con l'intera Vicaria di Camporgiano, furono donate dallo stesso imperatore a Spinetta Malaspina (19 marzo 1313); poco dopo Castruccio Castracani degli Antelminelli scacciò i Malaspina, ma alla sua morte ancora Spinetta Malaspina riconquistò il territorio, che vendette poi ai fiorentini nel 1341, mantenendone l'amministrazione; seguì un lungo scontro tra gli eserciti di Pisa e di Firenze, terminato con la vittoria pisana e la presa dell'area garfagnina nel 1355. Nel 1369, grazie all'Imperatore Carlo IV, Careggine tornò ad essere parte dei territori di Lucca; seguì un breve periodo di quiete con la presa del potere a Lucca di Paolo Guinigi, ma alla sua deposizione la maggior parte della Garfagnana, compreso Careggine, chiese protezione a Niccolò d'Este.
Allora Lucca cercò di ricomprare il territorio, non riuscendo però a reperire la cifra necessaria in tempo, mentre invece Firenze, occupata la Vicaria di Camporgiano, non l'abbandonò finché una rivolta popolare, nel 1446, riuscì a scacciare i fiorentini. Dal 27 febbraio dello stesso anno, quasi tutta la Garfagnana passò sotto il controllo del marchese Leonello d'Este, ad eccezione delle terre di Minucciano e Castiglione, che rimasero fedeli a Lucca; fu istituita la Provincia Estense della Garfagnana, con capoluogo Castelnuovo Garfagnana, e nella nuova suddivisione territoriale, Careggine rimase sotto la giurisdizione della Vicaria (Estense) di Camporgiano. Il borgo fu poi coinvolto solo marginalmente nel conflitto all'inizio del XVII secolo fra lucchesi ed estensi.

### Dall'Ottocento a oggi
Nei primi decenni dell'Ottocento, il casale di Fabbriche era annesso alla comunità di Careggine, così come quello di Iapoli, oggi Iapori, parte però della parrocchia di sant'Antonio a Capricchia, la quale all'epoca, con questo e gli altri casali di Coste, Mezzana, Porreta e Specchio, raggiungeva i 600 abitanti. Le attività economiche principali erano pastorizia e agricoltura, con produzione di viti, gelsi, canapa, patate e castagne. Il terremoto del 1920 provocò danni al paese, danneggiando anche la chiesa di San Pietro. Nel 1859, all'istituzione della provincia di Modena in previsione dell'unità italiana, Careggine entrò amministrativamente a far parte del neonato circondario di Castelnuovo di Garfagnana, nel mandamento I di Camporgiano. Successivamente il circondario venne spostato alla provincia di Massa Carrara e con il regio decreto n. 2490 del 9 novembre 1923 fu aggregato a quella di Lucca, fino al 1926, quando venne soppresso e il comune di Careggine passò al circondario di Lucca, che nel 1927 fu soppresso. Al termine del 1944, dei gruppi partigiani stabilirono, nella località Volsci, la sede della divisione Garibaldi Lunense; il paese fu poi liberato il 25 aprile 1945

### Simboli
Lo stemma comunale è d'azzurro, all'aquila coronata d'oro, accostata sulla sinistra da un carro d'argento, entrambi posti su campagna di verde e sormontati dalle lettere CAR-POP del secondo.
Lo stemma è documentato dal 1879. L'aquila potrebbe essere il simbolo della famiglia d'Este che dal 1446 ebbe il dominio sul territorio; il carro è un'allusione al nome della città; CAR-POP è l'abbreviazione di Carecini Populus.
Il gonfalone è un drappo di azzurro.

## Monumenti e luoghi d'interesse

### Castello
Fu probabilmente edificato dai nobili di Careggine (forse intorno al X secolo) sui resti di antiche fortificazioni romane e probabilmente la struttura si sviluppò attorno alla torre campanaria della chiesa. Le prime notizie del Castrum Caretinii risalgono nel 1356, nella Bolla d'Oro redatta dall'Imperatore Carlo IV. Il castello, sopravvissuto alle guerre medievali e rinascimentali in Toscana, era formato da una rocca (il Mastio) racchiusa in una cinta muraria, oggi scomparsa o inglobata in altri edifici del borgo, e disponeva di due porte d'accesso, di cui una è tutt'oggi intatta, costituita da un arco a tutto sesto in pietra arenaria. Alcuni storici esaminandone la struttura e comparandola con porte di altri castelli lucchesi la farebbero risalire al XII secolo. (La fortificazione viene citata anche nell'elenco delle fortificazioni che Paolo Guinigi riteneva essenziali per la difesa dei territori di Lucca.)

### Pieve di San Pietro

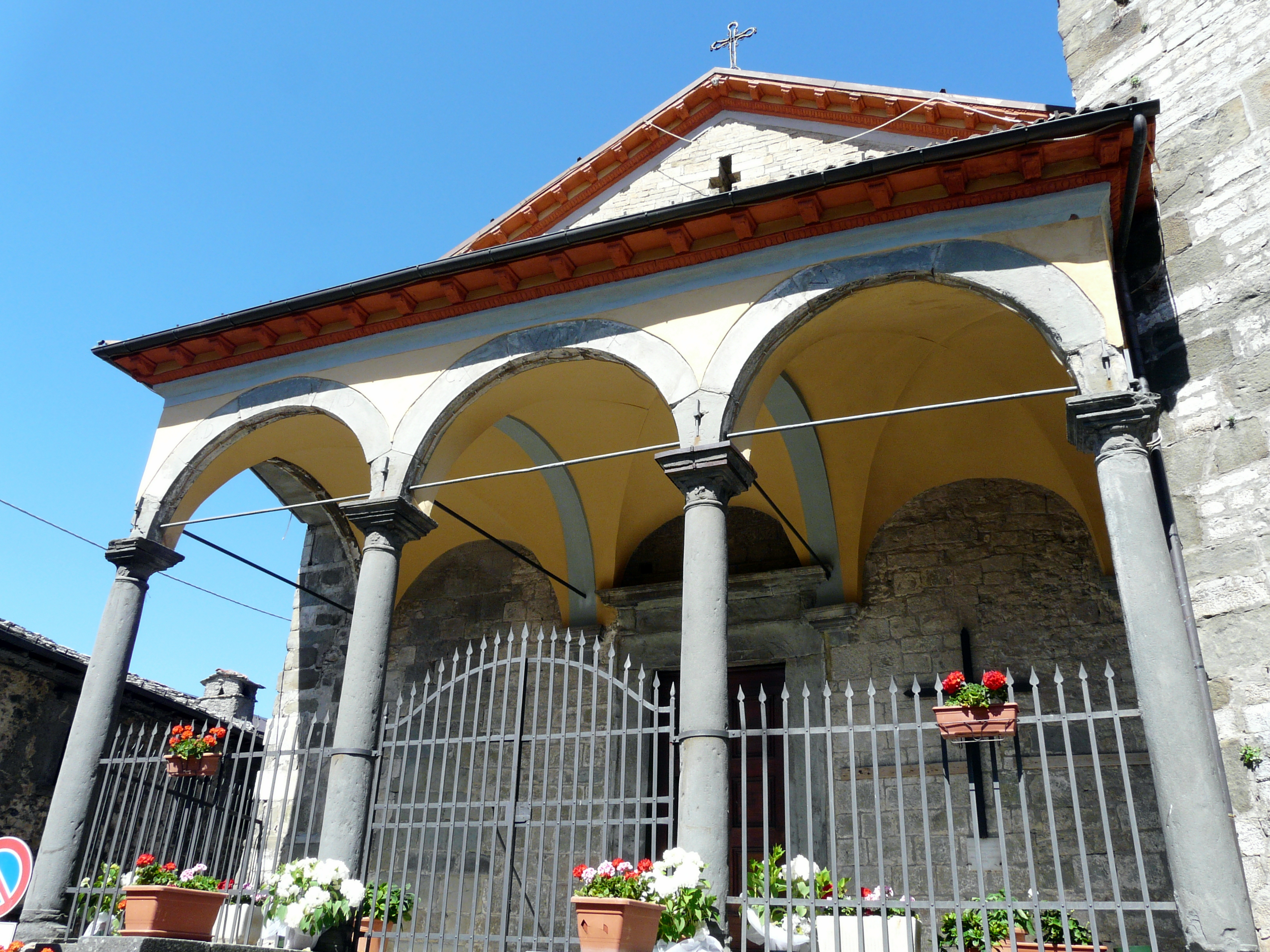
Facciata della pieve

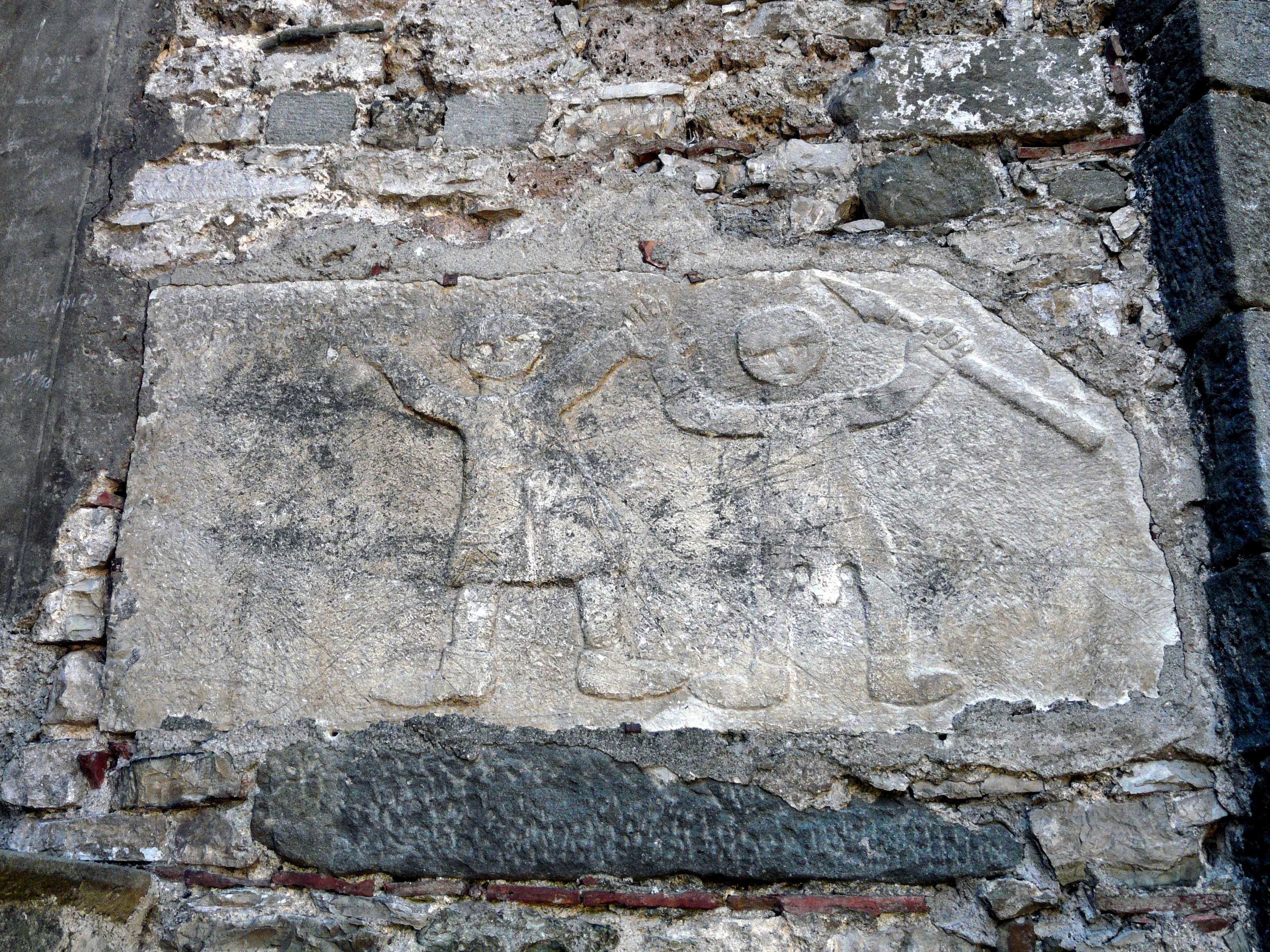
Lapide inserita in una parete del campanile

La chiesa, risalente al Trecento, fu una pieve considerata di minore importanza probabilmente a causa della posizione montana; da essa dipendevano le chiese di San Jacopo e di Santa Maria di Rogiana (poi di San Biagio) presso il Poggio di San Terenzio. Da un documento di fine Trecento sembra venisse esercitato un diritto di elezione popolare sulla pievania. La chiesa ha subito diversi rifacimenti nel corso dei secoli: nel tardo cinquecento fu rimontato completamente il paramento e l'orientamento della chiesa fu invertito .  
All'esterno la facciata è preceduta da un porticato settecentesco e alla sua destra si erge il campanile. Su una parete di esso si conserva un'incisione di un uomo con una lancia e una donna con una spada, entrambi con evidenziati i genitali, lapide probabilmente di valore apotropaico e appartenente ad un sarcofago ritrovato nella ristrutturazione della chiesa effettuata negli anni venti del XX secolo. All'inizio dello stesso decennio sul campanile fu collocata una lapide in onore ai caduti della prima guerra mondiale: nella parte inferiore, in marmo bianco, sono incisi i nomi dei caduti, mentre nella parte superiore c'è il bassorilievo in bronzo di un fante morente, nudo e con un elmetto, sorretto dalla Vittoria alata.
L'interno custodisce alcune opere d'arte: un dipinto raffigurante l'Ultima Cena, risalente al XVII secolo, è attribuito a Banduccio Trenta. Una statua marmorea di Sant'Antonio Abate, del 1563, fu commissionata dalla popolazione di Careggine come informa l'iscrizione alla base, in cui compaiono anche gli uomini della comunità. La stessa iscrizione riporta che «PELLEGRINO GERBINI NE FU AUTORE». Il nome in questione farebbe pensare a quello dello scultore ma potrebbe riferirsi all'ideatore della scultura, derivata da una simile di Nicolao Civitali a Stazzema, tanto che è stata attribuita anche a Vincenzo di Nicolao.  
Dietro l'altare, in una nicchia nell'abside, è una scultura lignea con San Pietro del XV secolo, incorniciata da un trittico. 

### Altro

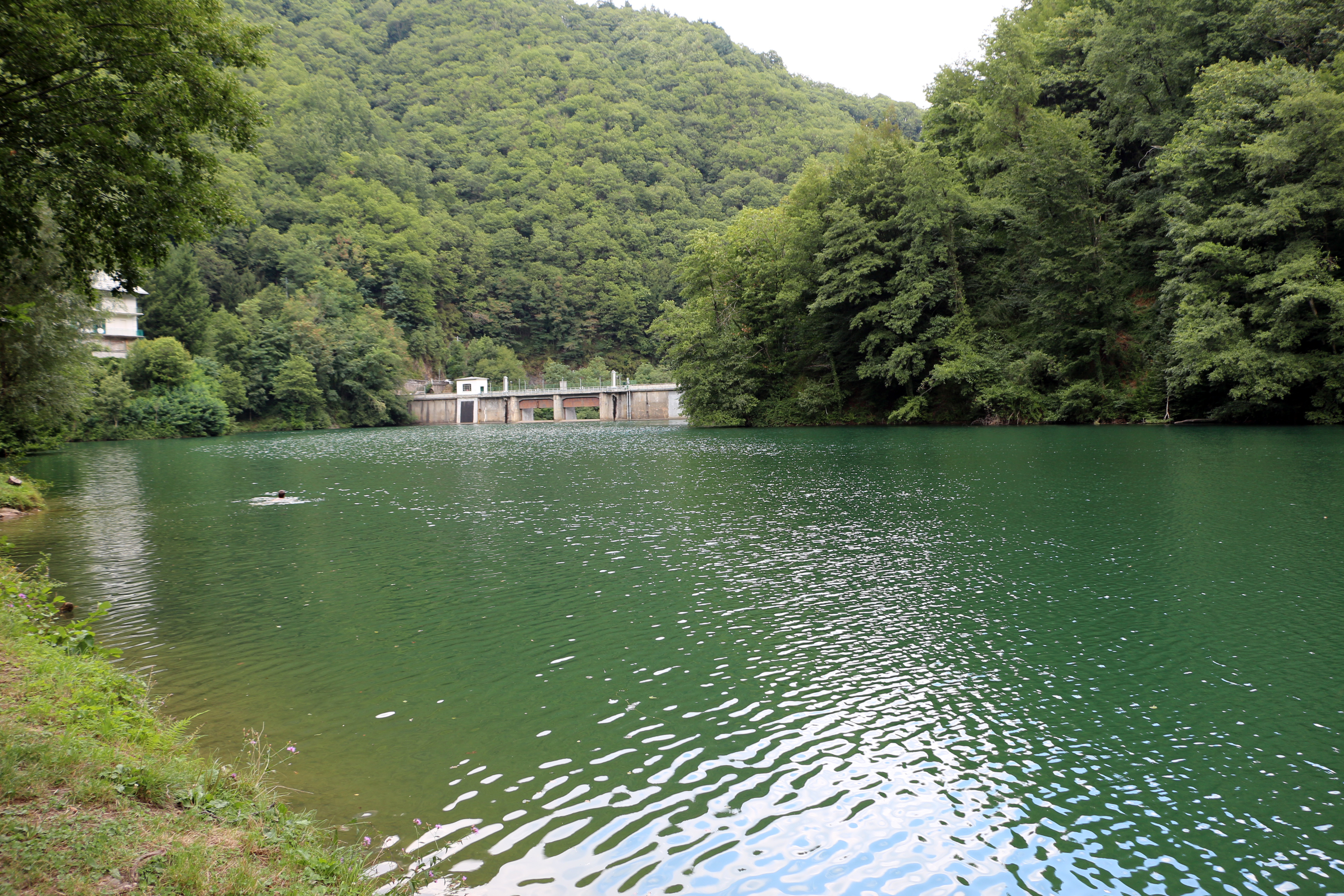
Il lago di Isola Santa

- Isola Santa, piccola frazione collocata ai bordi del lago Isola Santa[23].
- Ritrovamenti archeologici da scavi degli anni 1976-1977, nei pressi di Isola Santa, che testimoniano la presenza di un insediamento all'aperto occupato per molto tempo da gruppi della fase finale del Paleolitico e poi del Mesolitico, che più volte si accamparono in questo luogo[24].
- Lago di Vagli, al confine con Vagli di Sotto, da cui prende il nome, è il più grande bacino artificiale della Toscana[25].
- Fabbriche di Careggine, paese fantasma sito nel fondovalle sul percorso dell'antica Via Vandelli, abbandonato al momento dello sbarramento del lago di Vagli, riappare solo quando questo viene svuotato per manutenzione.
- Monte Sumbra, a sud del lago di Vagli, condiviso anch'esso con Vagli di Sotto, vi si accede dalla frazione di Capanne[26].
- Monumento all'Alpino, in memoria degli Alpini morti nelle due guerre mondiali e nel 1936[27].
- Stazione sciistica di Vianova.

## Società

### Evoluzione demografica
Abitanti censiti

La popolazione straniera residente a Careggine è di 12 persone, pari al 2,07% degli abitanti del comune.

## Cultura

### Scuole
Nel paese è presente solo una scuola elementare, facente parte dell'Istituto Comprensivo di Camporgiano.

### Eventi
Il 29 giugno c'è la processione per la festa del santo patrono. Nel mese di agosto, nell'ambito dell'evento "Alpi Apuane in festa", si svolgono ogni anno il "Palio Tiro della Forma" nel capoluogo comunale e la gara podistica "Trofeo Comune di Careggine", nei pressi di Isola Santa. Nel mese di ottobre invece, la Festa della Castagna dei vari comuni garfagnini fa tappa a Careggine, così come nel periodo estivo il festival "Il Serchio delle muse", itinerante tra i comuni della zona, ha uno dei suoi eventi musicali a Careggine.

## Geografia antropica

### Frazioni

#### Capanne di Careggine
Si trova nella valle della Turrite Secca; è costituita da un gruppo di case raccolte attorno alla chiesa di San Giacomo (840 m s.l.m.) La frazione è il punto di partenza del sentiero 145, che permette di ascendere al monte Sumbra. In passato i pastori della frazione usavano un alpeggio nella zona di Coste del Giovo di cui oggi restano dei ruderi (a circa 1100 m s.l.m.), quella che era appunto Capannelli di Careggine, ora attraversata dal sentiero 145.

#### Capricchia
Il centro ebbe il suo sviluppo economico e sociale grazie alla posizione di Capricchia (Capriculum), il centro religioso, e Mezzana, quello commerciale, lungo una via di comunicazione che da Isola Santa, attraverso la Foce, arrivava a Castelnuovo in Garfagnana. Venne a formarsi con una certa autonomia nel 1610, quando vi fu fondata una chiesa dedicata a sant'Antonio, concessione che diede modo anche alle altre piccole comunità di Capori, Colli, Coste, Iapori, Mezzana, Porreta e Vianova di rendersi autonome dalla pieve di san Pietro, che allora risultava relativamente lontana. Queste borgate, collegate tra loro da vie minori, raggiunsero questo obiettivo dopo una lunga lotta, il cui maggior successo è stata la prerogativa parrocchiale della chiesa.

#### Isola Santa
È un piccolo centro sito a 550 m s.l.m. che si è sviluppato attorno all'hospitale annesso alla pieve di San Jacopo (esistente già nell'VIII secolo), dedito all'assistenza dei pellegrini lungo una mulattiera che collegava la Versilia all'Appennino. Secondo notizie del XVIII secolo, probabilmente fu un borgo fortificato come posto di guardia sul fondovalle. Oggi si affaccia su un lago artificiale formato dallo sbarramento avvenuto negli anni cinquanta della Tùrrite Secca, in seguito al quale problemi strutturali alle case causarono uno spopolamento. negli anni '50 che provocò gravi problemi strutturali alle abitazioni, poi risolti, ma questo determinò lo spopolamento del paese. Parte del borgo è stata restaurata ed è abitata e alcune case ristrutturate vengono sfruttate per scopi turistici; le coperture in ardesia dei tetti sono peculiari. Vi passa il sentiero escursionistico 9, costituito dall'antica mulattiera per Mosceta, e vi inizia il sentiero 145 per Capanne di Careggine ed il monte Sumbra.

### Altre località del territorio
Altre località notevoli nel territorio comunale di Careggine sono quelle di Colli di Capricchia, Ferriera, Iapori, La Foce, Le Coste, Mezzana, Porreta, Vergaia e Vianova.

## Economia

### Agricoltura
Nella zona si è evoluto nei secoli un sistema agro-silvo-pastorale, adattato alle peculiarità del territorio aspro, che si è mantenuto fino all'età industriale, grazie agli usi collettivi di beni comunali come boschi, pascoli e terreni agrari; usi pubblici che svolgono anche una importante funzione socializzante. Careggine, insieme ai comuni del versante apuano (Minucciano, Vagli di Sotto, Fabbriche di Vergemoli, Molazzana e Castelnuovo di Garfagnana) ha mantenuto propri i beni comunali (oltre 6700 ha nei vari comuni elencati) quando, nel 1935, circa 9000 ha dei beni dei comuni garfagnini venivano ceduti allo Stato.
Il territorio di Careggine, con quello dell'intera Garfagnana, fa parte delle aree di produzione della farina di neccio della Garfagnana DOP e del farro della Garfagnana IGP.

### Turismo
Intorno alla frazione Vianova (1093 m s.l.m.) si è sviluppato un comprensorio sciistico, dotato di impianti di innevamento artificiale, con sei piste, per 5 km di tracciato di discesa, 5 di fondo e tre impianti di risalita (impianti di proprietà della Società per la Valorizzazione dell'Altopiano di Careggine, a capitale misto e partecipata anche dal comune). Le due piste principali discendono dal Monte Porreta. La rilevanza come stazione sciistica è locale, in quanto il bacino d'utenza del comprensorio è proveniente dalla Garfagnana stessa, dalle zone costiere delle province di Massa-Carrara, Lucca, Pisa e Livorno, e dalle zone interne delle province di Pisa e Lucca.

## Infrastrutture e trasporti
Il centro abitato di Careggine è servito dalla strada provinciale 49, che la collega a valle alla sua stazione ferroviaria, nei pressi della quale si innesta poi sulla ex Strada Statale 445 (ora Strada Regionale 445), che unisce Media Valle del Serchio e Lunigiana; alla stessa 445 è unita la zona meridionale del territorio comunale, con le zone di Capanne e Isola Santa, tramite la strada provinciale 13. Sulla SP 49 e la SR 445 sono svolte autocorse in servizio pubblico a cura di CTT Nord-VaiBus, con una linea che (a fine 2014) collega Vagli di Sopra a Castelnuovo di Garfagnana, passando per Careggine.
In località Poggio del comune di Camporgiano è presente la fermata ferroviaria Poggio-Careggine-Vagli, situata sulla ferrovia Lucca-Aulla e servita dalle corse di Trenitalia nell'ambito del contratto di servizio con la Regione Toscana. I treni servono il traffico pendolare locale, con la presenza di corse dirette dall'Alta Garfagnana verso Lucca e Pisa in mattinata e corse di ritorno la sera.

## Amministrazione
| Periodo        | Periodo        | Primo cittadino  | Partito                          | Carica  | Note          |
| -------------- | -------------- | ---------------- | -------------------------------- | ------- | ------------- |
| 2 luglio 1985  | 21 marzo 1990  | Domenico Franchi | DC                               | Sindaco |               |
| 28 giugno 1990 | 24 aprile 1995 | Domenico Franchi | DC                               | Sindaco |               |
| 24 aprile 1995 | 14 giugno 1999 | Domenico Franchi | Indipendente                     | Sindaco |               |
| 14 giugno 1999 | 14 giugno 2004 | Domenico Franchi | Lista civica di centro-sinistra  | Sindaco |               |
| 14 giugno 2004 | 8 giugno 2009  | Mario Puppa      | Lista civica di centro-sinistra  | Sindaco | [ 41 ] [ 42 ] |
| 8 giugno 2009  | 26 maggio 2014 | Mario Puppa      | Lista civica                     | Sindaco |               |
| 26 maggio 2014 | 27 maggio 2019 | Mario Puppa      | Lista civica Uniti per Careggine | Sindaco |               |
| 27 maggio 2019 | in carica      | Lucia Rossi      | Lista civica Uniti per Careggine | Sindaco |               |

### Altre informazioni amministrative
Careggine fa parte dell'Unione Comuni Garfagnana e della Comunità montana Garfagnana.

## Sport

### Impianti sportivi
Il comune è dotato di un campo sportivo polivalente in materiale sintetico prossimo all'abitato di Careggine. Inoltre poco distante dal centro si trova il complesso sportivo con campo di calcio convenzionale (con piccola tribuna), campo da tennis e relativi servizi (spogliatoi, docce, servizi igienici e altri locali di servizio).